# Libro de los pasajes
El Libro de los pasajes es un libro del filósofo alemán Walter Benjamin publicado con el título original de Das Passagen-Werk, editado en Fráncfort en 1983.

## Argumento
El Libro de los Pasajes es una obra inacabada en la que pueden encontrarse una enorme recopilación de citas y pasajes que debían servir a Walter Benjamín para escribir una ambiciosa historia de la filosofía materialista durante el siglo XIX. La historia se centraba en París.
En Portbou hay una obra del escultor judío Dani Karavan, titulada "Passages", en memoria del filósofo. Son unas escaleras que van a dar al mar y hablan de horizontes y viajes.